# Angeot
Angeot és un municipi francès del departament del Territori de Belfort i de la regió de Borgonya - Franc Comtat. L'any 2006 tenia 295 habitants.

## Demografia
| 1882 | 1962 | 1968 | 1975 | 1982 | 1990 | 1999 | 2006 |
| ---- | ---- | ---- | ---- | ---- | ---- | ---- | ---- |
| 352  | 192  | 181  | 168  | 208  | 243  | 280  | 295  |